# Meteorologo

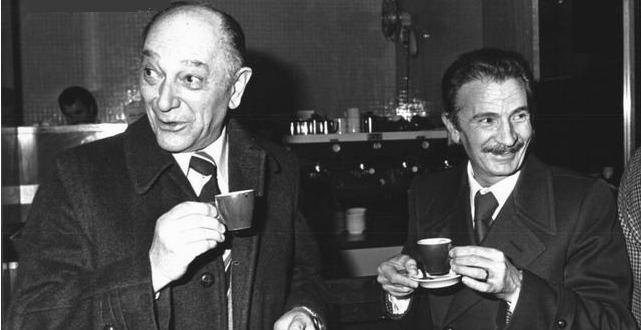
Edmondo Bernacca e Andrea Baroni, grazie all'avvento della televisione tra i più noti meteorologi italiani del secondo Novecento

Il meteorologo è chi studia e lavora nel campo della meteorologia. In senso proprio il termine si riferisce a chi esercita l'attività nell'ambito della ricerca, mentre i professionisti che usano i modelli matematici, le conoscenze e l’esperienza acquisita nel settore per redigere prodotti meteorologici, come bollettini e previsioni del tempo, sono chiamati “previsori del tempo” o “meteorologi operativi".

## Attività

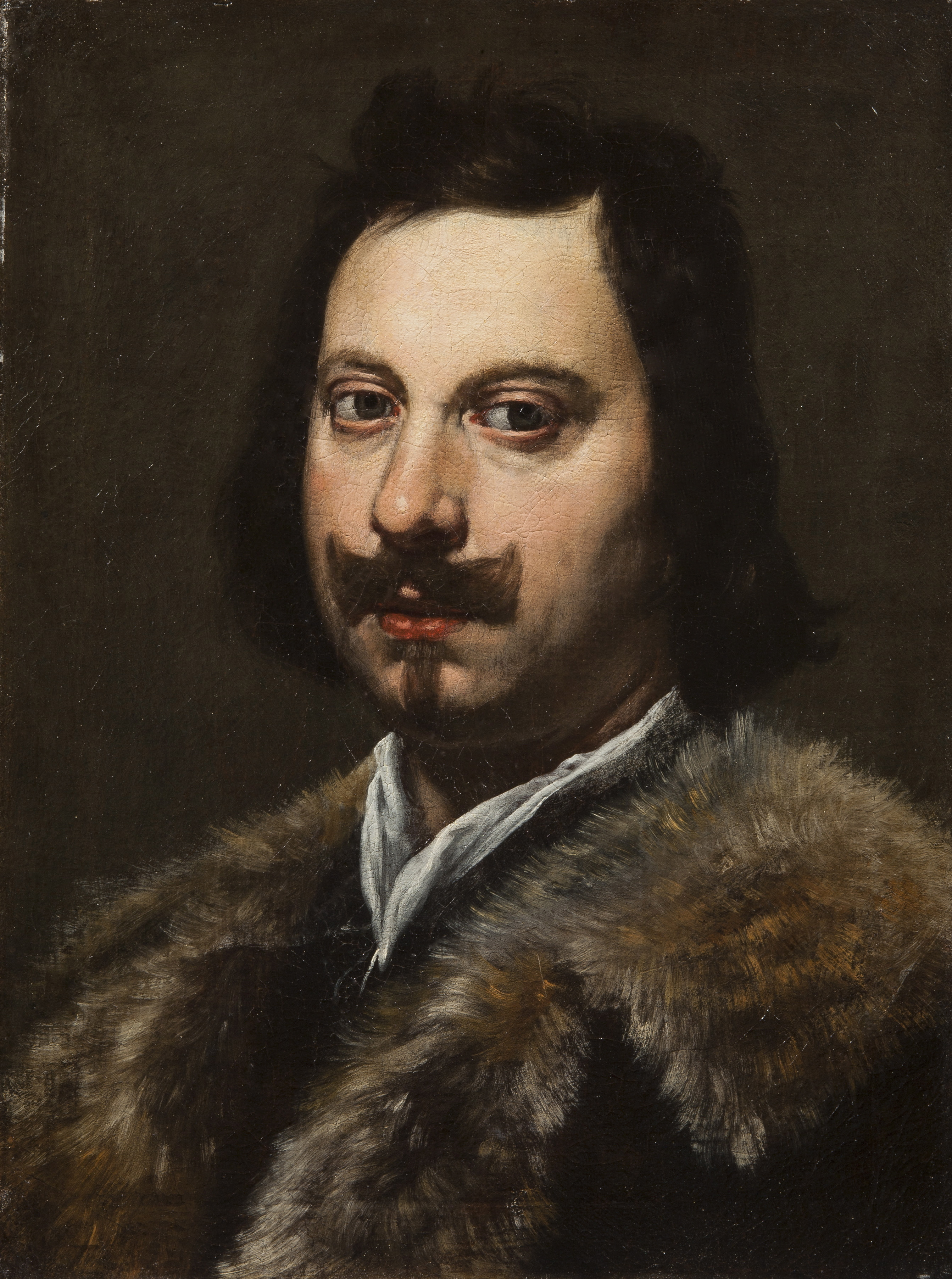
Evangelista Torricelli

Logo dell'Organizzazione meteorologica mondiale

Immagine Meteosat

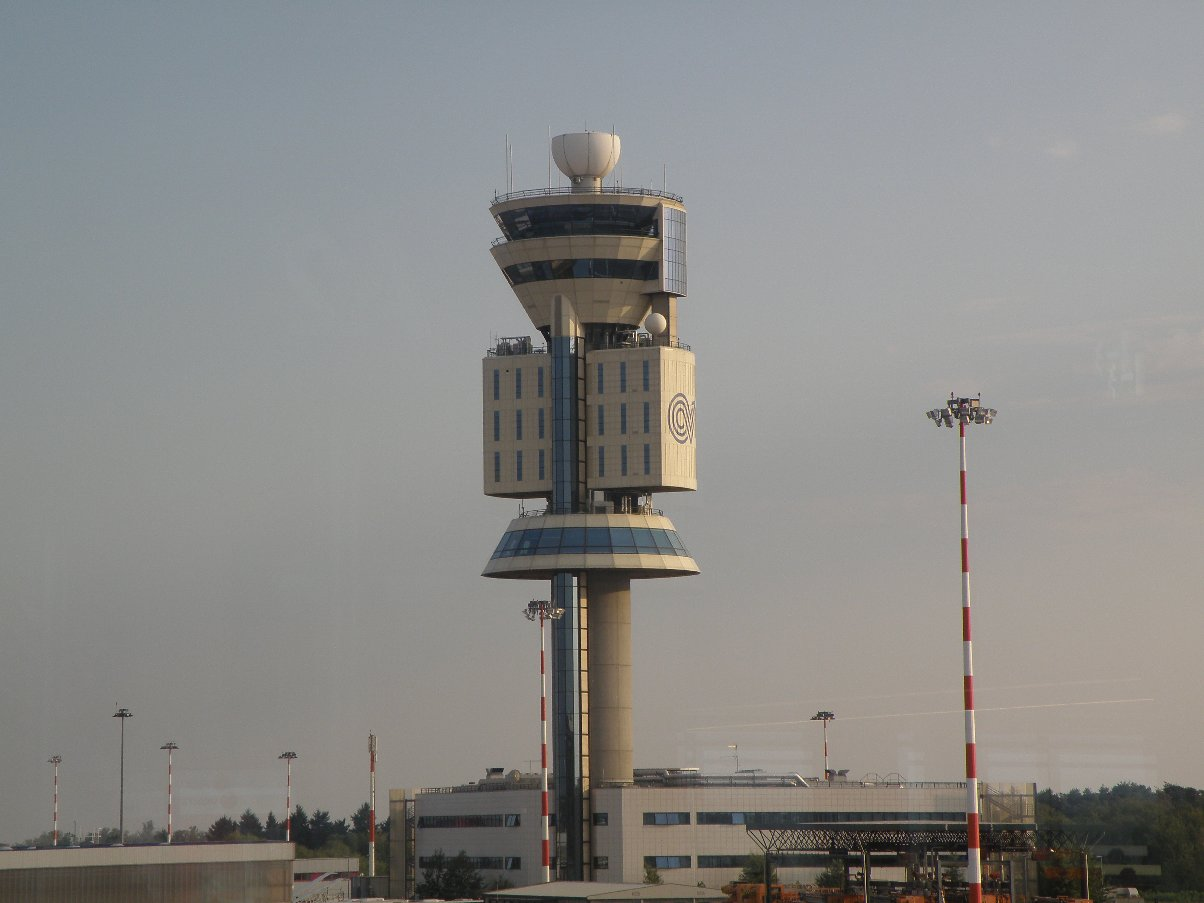
Torre di controllo del traffico aereo, la meteorologia aeronautica è una delle branche della meteorologia

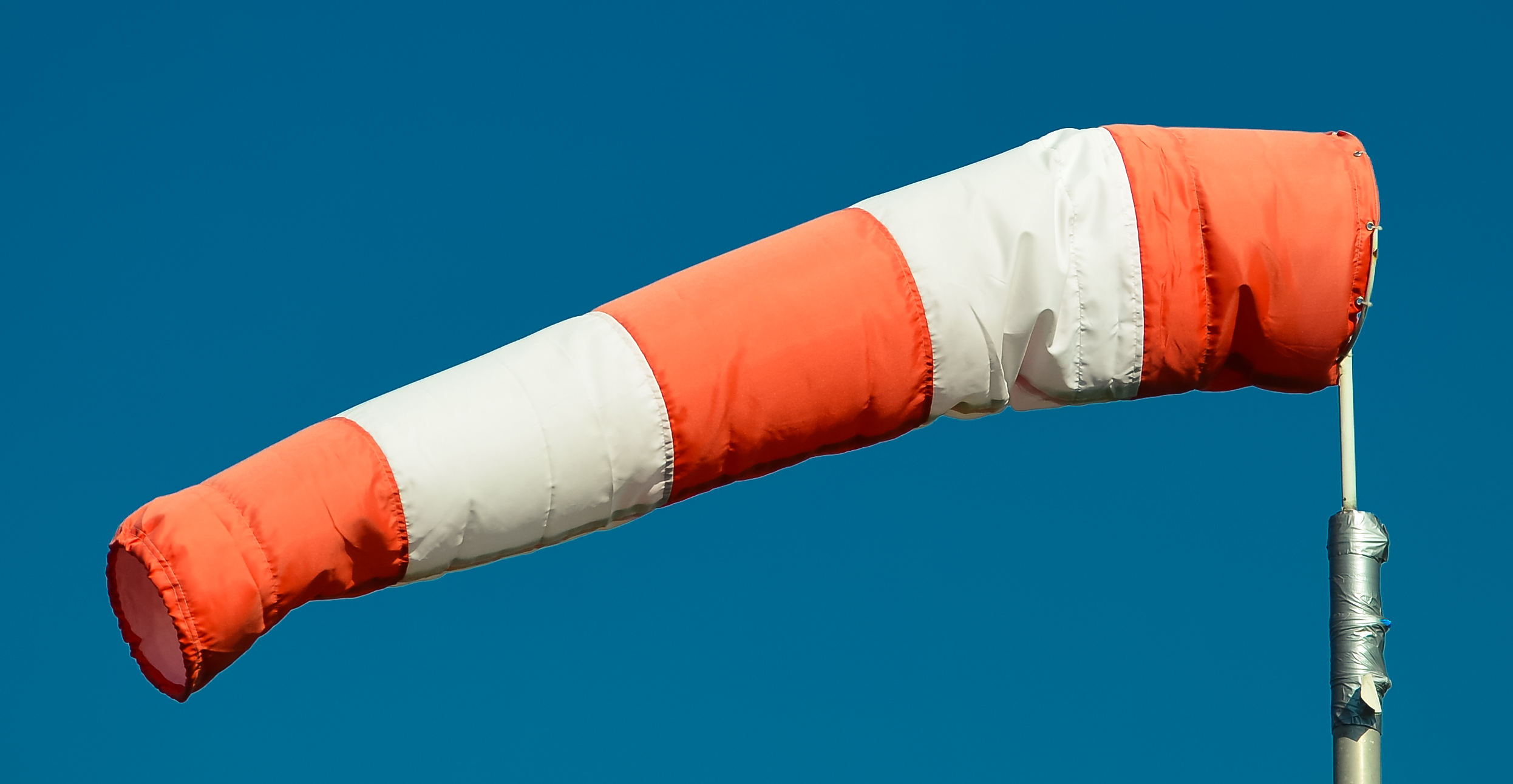
La manica a vento, uno dei simboli della meteorologia

Sebbene la previsione del tempo atmosferico abbia sempre attratto, anzitutto per motivi pratici, l'attenzione degli uomini, è soprattutto a partire dall'età moderna che la meteorologia si è sviluppata su basi scientifiche, grazie a cognizioni e strumenti sempre più specifici che a mano a mano sono stati messi a disposizione di chi si occupa di questa attività. 
Oggi, il termine meteorologo si impiega per riferirsi a chi studia e/o dà informazioni professionali sull’atmosfera terrestre e le sue interazioni con la superficie della Terra, gli oceani, la biosfera. Negli ultimi decenni, la meteorologia è praticata a un altissimo livello interdisciplinare, tra fisica, chimica e biologia nei diversi domini: aria, terra, oceani e spazio. Lo sviluppo scientifico della meteorologia e dei relativi servizi è progredito in sincronia con lo sviluppo delle tecnologie di osservazione, comunicazione e di calcolo, che hanno permesso la diffusione in tempo reale delle osservazioni che soddisfano i requisiti essenziali della sincronia, della potenza di calcolo (tramite gli elaboratori elettronici) in tempi compatibili con la utilità delle previsioni, di disporre di osservazioni delle variabili atmosferiche in tipologia, qualità e quantità sufficienti a poter descrivere le condizioni iniziali (analisi) e sviluppare le previsioni. Va evidenziato che la quantità di dati disponibili ha avuto un impulso enorme con l'avvento delle osservazioni dallo spazio (satelliti meteorologici) portando la meteorologia ad anticipare e risolvere le problematiche di gestione ed estrazione di informazione da quelli che oggi sono definiti big data.
La applicazione di tali conoscenze unita all’esperienza operativa permette ai meteorologi di fornire analisi, previsioni e climatologia con responsabilità sull'informazione stessa. Per responsabilità sull'informazione si intende quella sottoscritta dal professionista che la sua informazione sia stata effettuata secondo i criteri ed i limiti degli standard internazionali, in modo non troppo dissimile da quanto è previsto per la responsabilità nell'esercizio della professione medica. Tale responsabilità non può garantire la certezza delle previsioni, ma la loro coerenza scientifica e correttezza deontologica.
I settori di esercizio professionale sono quelli in cui si forniscono informazioni sul tempo in atto, previsioni su tempo futuro e il clima. Negli ultimi decenni tali funzioni informative si sono andate strutturando con protocolli ed accordi internazionali specificatamente per la navigazione aerea tramite l’ICAO, ed in termini più generali, con standard e coordinamento delle tecnologie e metodi, tramite l'agenzia dell'ONU l'Organizzazione meteorologica mondiale (OMM), che ha sede a Ginevra. 
Fra i principali enti internazionali in ambito meteorologico ci sono il Centro europeo per le previsioni meteorologiche a medio termine e l'Organizzazione europea per l'esercizio dei satelliti meteorologici (EUMETSAT).

### Classificazione

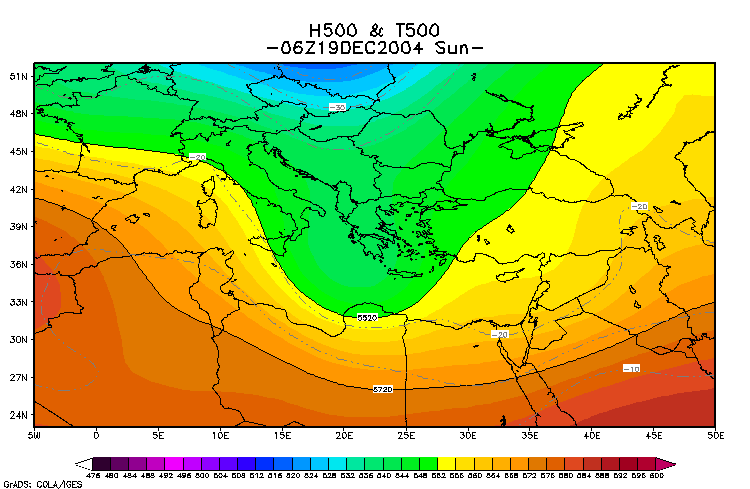
Carta meteorologica

L'OMM prevede la distinzione fra meteorologi in senso stretto e tecnici meteorologi, in funzione delle competenze e delle abilità professionali. I Paesi membri, nella quasi totalità, hanno adottato tale distinzione. 
La categoria di "meteorologo” (meteorologist) include chi ha la capacità di esercitare responsabilmente la professione verso l’utenza pubblica e privata, effettuando previsioni, analisi anche di tipo climatico. In questa categoria possono rientrare coloro con titolo di studio accademico equivalente alla laurea inclusiva di conoscenze di fisica, matematica e chimica ed abilità professionale certificata da un ente espletante servizio meteorologico. I meteorologi professionisti hanno il compito di:
- analizzare dati e mappe/grafici/immagini prodotte dai modelli numerici di previsione del tempo e preparare bollettini di previsione del tempo;
- produrre allerte Meteorologiche ad uso degli amministratori locali e nazionali;
- collaborare con in ricercatori per interpretare i processi meteorologici attraverso la scienza e la tecnologia, in particolare producendo indici e risultati del modello meteorologico utili ai settori ed alle attività interessate fortemente dalla meteorologia quali l'agricoltura, gli  incendi boschivi, l'aviazione, i trasporti marini e terrestri e il turismo.

La categoria del "tecnico meteorologo" (technician meteorologist) cui appartengono coloro i quali hanno le capacità e responsabilità professionale per la raccolta, validazione e archiviazione dei dati, posizionamento dei sensori e delle stazioni meteorologiche. Tali categorie sono indicate in pubblicazioni specifiche dell'OMM approvate e riconosciute dagli Stati membri, tra i quali l’Italia.
A queste categorie, per la estensione dell’informazione meteorologica e climatologica a nuovi settori economico industriali (energia, edilizia, etc.) ed alla informazione generalista e pubblicistica, va aggiunta una terza tipologia professionale, che è quella del comunicatore meteorologo, distinta dalle precedenti per l'assenza di responsabilità professionale colposa. 
Tale categoria potrebbe essere assimilata ad una specializzazione di entrambe o essere esercitata da professione affatto diversa quale quella del giornalista. La specializzazione per tale competenza si sviluppa nel settore della comunicazione tramite i diversi media. Vi sono poi i presentatori meteo che sono spesso giornalisti che illustrano le previsioni del tempo nei media e hanno una limitata formazione in meteorologia.

### Specializzazioni
I meteorologi possono essere specializzati in diversi settori quali:
- La meteorologia aeronautica che assiste la navigazione aerea con procedure codificate dalla Organizzazione Internazionale per l'Aviazione Civile (ICAO)
- la climatologia che stima le varie componenti che determinano il clima in un luogo e la sua variabilità per determinare per esempio il vento prevalente, la precipitazione media annua o il riscaldamento globale.
- la qualità dell'aria studiando i fenomeni di trasporto, trasformazione e dispersione di inquinanti atmosferici e possono essere chiamati a progettare scenari per la riduzione delle emissioni inquinanti.
- la convezione atmosferica processo determinante nello sviluppo di cicloni tropicali e temporali alle medie latitudini.
- la modellizzazione dell’atmosfera e lo sviluppo dei modelli di previsione numerica del tempo (PNT).
- la meteorologia spaziale si occupa della fenomenologia di particelle presenti nello spazio emesse dal sole
- l’agrometeorologia studiando e fornendo parametri e prodotti di post elaborazione specifici per la agricoltura e l’allevamento.

### La professione in Italia
In Italia la professione di meteorologo non è organizzata in ordini o collegi ed è regolamentata dalla Legge 4/2013. Per effetto della raccomandazione WMO n. 1083, la qualifica di meteorologo può essere conseguita da chi possegga un titolo di studio conforme, in discipline affini alla meteorologia come la laurea magistrale (ad esempio in Meteorologia ambientale, Scienze e tecnologie dell'atmosfera o Scienze e tecnologie della navigazione) oppure un master (ad esempio in Meteorologia e Oceanografia Fisica)
Lo schema di certificazione della professione di meteorologo è autorizzato dal rappresentante permanente dell'OMM in Italia. Le attestazioni, in Italia, sono rilasciate dal Servizio Meteorologico dell'Aeronautica Militare (GARF), da ENAV S.p.A. (già Ente Nazionale di Assistenza al Volo) e dall'Associazione Meteo Professionisti (AMPRO).